# Stubbhavsmandel
Stubbhavsmandel (Philine angulata) är en snäckart som beskrevs av John Gwyn Jeffreys 1867. Stubbhavsmandel ingår i släktet Philine och familjen havsmandelsnäckor. Arten är reproducerande i Sverige.